# Schlüchtern
Schlüchtern település Németországban, Hessen tartományban. Lakosainak száma 16 126 fő (2023. december 31.). Schlüchtern Kalbach, Sinntal, Steinau an der Straße, Spessart és Flieden községekkel határos.

## Fekvése
Fuldától délnyugatra fekvő település.

## Története
A területen már a korai időkben is éltek emberek. A környéken számos kelta-germán népesség nyomait tárták fel. A településről a legrégebbi írásos feljegyzést egy 993-ban kelt dokumentum tartalmazza. Az   egykori bencés kolostor körül jött létre később a falu. Fejlődését annak köszönhette, hogy a Frankfurt-Lipcse kereskedelmi útvonalon feküdt, itt cseréltek lovakat a fuvarosok, postakocsisok.
A város nevezetességei közé tartoznak a 8. századi kolostor maradványai. Bár a kolostor az 1836-os átépítéskor súlyosan megrongálódott, megmaradt a Karoling stílusban épített kripta, a Nyugati- (1000) és a Katherina-torony (1100), az András-kápolna (Andreaskapelle, 1200), valamint az 1400-ból való Hutten-kápolna és a 15. századból való gótikus, háromhajós templom. A későbbi építményeken már a reneszánsz hatás látható.
Figyelmet érdemelnek még a Helytörténeti múzeum, a város szélén épült várkastélyok és a várromok is.

## Nevezetességek
- Kolostor maradványok

## Népesség
A település népességének változása:
| Lakosok száma | 16 777 | 15 932 | 15 914 | 15 927 | 16 151 | 16 126 |
|               | 2010   | 2017   | 2019   | 2021   | 2022   | 2023   |